# الوين بالمر
الوين بالمر (بالإنجليزية: Elwin Palmer)‏ هو سياسي واقتصادي بريطاني و أول محافظ للبنك الأهلي المصري، ولد في 3 مارس 1852 في لندن، وتوفي في 28 يناير 1906. حيث لعب دورًا محوريًا في تأسيس وتطوير البنك في الأهلي المصري مراحله الأولى. كما شغل بالمر مناصب مالية هامة في الهند ومصر، مما جعله شخصية بارزة في الإدارة المالية للمستعمرات البريطانية. 

## حياته المبكرة
بدأ بالمر مسيرته المهنية في عام 1871 في الإدارة المالية للحكومة الهندية، حيث عمل كمساعد للمراقب العام. اكتسب خلال هذه الفترة خبرة واسعة في الشؤون المالية والإدارية. في عام 1885، انتقل إلى مصر ليخلف السير جيرالد فيتزجيرالد كمدير عام للحسابات. وبعد عام واحد فقط، في 1886، تولى منصب المستشار المالي للخديوي خلفًا للسير إدجار فينسنت، مما عزز دوره كخبير مالي بارز في المنطقة.
في عام 1898، تم تعيين الوين بالمر كأول محافظ لـالبنك الأهلي المصري عند تأسيسه. لعب دورًا رئيسيًا في وضع الأسس التنظيمية والإدارية للبنك، وساهم في تطويره خلال مراحله الأولى. كان البنك الأهلي المصري آنذاك خطوة هامة نحو تعزيز الاقتصاد المصري، حيث شكل نواة للنظام المصرفي الحديث في البلاد. استمر بالمر في قيادة البنك حتى وفاته، تاركًا بصمة واضحة في تاريخه.
زوج ماري أوغوستا لينش كلوغستون، ابنة الرائد هربرت ماكوورث كلوغستون، في ٢٧ أغسطس ١٨٨١ في مدراس، الهند. وتوفي في القاهرة في ٢٨ يناير ١٩٠٦. 